# Medea Norsa
Medea Victoria Irma Norsa (Trieste, 26 agosto 1877 – Firenze, 28 luglio 1952) è stata una filologa classica, grecista e papirologa italiana.

## Biografia
Medea Norsa nacque a Trieste in una famiglia di ascendenza ebraica; in realtà, già da tempo la famiglia aveva interrotto le relazioni con la Comunità ebraica locale e, anzi, la bambina fu quasi immediatamente battezzata nella parrocchia cittadina di Sant'Antonio Taumaturgo. La madre, Silvia Vittoria Krasna, era invece slovena di religione cattolica. Medea Norsa fu la primogenita di sette  tra fratelli e sorelle.

### Formazione
Studiò dapprima al Civico liceo femminile di Trieste e qui conseguì il perfezionamento magistrale. Nel 1899-1900 sostenne da privatista la maturità classica presso l'imperial-regio ginnasio di Capodistria. Nel 1900-1901 si iscrisse alla Facoltà di Lettere di Vienna, ma vi rimase solo per un anno accademico, poiché già l'anno successivo, su consiglio del suo professore Adolfo Mussafia, si trasferì all'Istituto di Studi Superiori di Firenze, per seguire i corsi di Lingue e letterature neolatine di Pio Rajna.
A Firenze fu però attratta maggiormente dal fascino filologico di Girolamo Vitelli, che impartiva allora l'insegnamento di Letteratura greca, ma si interessava in misura sempre maggiore della neonata scienza papirologica. Si laureò in Lettere il 4 luglio 1906 con una tesi sull'Aiace di Sofocle e su I sette contro Tebe di Eschilo, e già nel dicembre fu ammessa a lavorare al Gabinetto dei papiri dell'Istituto di Studi Superiori. Nelle sue prime prove di ricerca si mostrava già pienamente in possesso del rigoroso metodo filologico tedesco, che proprio in quegli anni veniva duramente attaccato da Fraccaroli e da Romagnoli.
Tuttavia, le esigenze della famiglia e del lavoro la costrinsero a ritornare momentaneamente a Trieste. Partecipò ad un concorso per supplente presso il Civico liceo femminile della sua città, dove fu nominata (unica donna) alla cattedra di lingua e letteratura italiana. Qui continuò ad insegnare fino al 1911. Gli impegni di ricerca e di studio per la pubblicazione dei papiri greci e latini, impresa in cui sempre più intensamente Vitelli la coinvolgeva, comportarono sempre più frequenti richieste di congedo dall'insegnamento. Infine, Medea Norsa si vide costretta a dimettersi dall'incarico triestino, per tornare a Firenze, ove rimase al fianco del maestro fino alla sua morte.
Vinse il concorso a cattedra per il ruolo di professore ordinario di Lettere e latino nei licei classici, ed ottenne la cattedra al Liceo ginnasio di Galatina (Lecce), in Puglia, ma fu «comandata» per collaborare con Vitelli, che nel frattempo aveva rinunciato all'insegnamento per dedicarsi senza distrazioni alla direzione dell'Istituto Papirologico fiorentino.

### Attività papirologica
Ottenuta la libera docenza in Papirologia, Medea Norsa impartì tale insegnamento presso l'Università di Firenze dal 1926 come corso libero e dal 1933 come corso ufficiale; sempre dal 1933 cominciò a tenere le esercitazioni di Papirologia presso la Scuola Normale di Pisa.
Oltre all'attività di decifrazione e pubblicazione dei papiri, nella quale giunse a vette di maestria e competenza che pareggiavano quelle di Vitelli, la sua attività scientifica comportò ricorrenti viaggi in Egitto al fine di acquistare papiri dai mercanti per la Società italiana per la ricerca dei papiri greci e latini in Egitto. Ebbe contatti con i più importanti filologi e studiosi d'Europa e fu membro di alcune prestigiose istituzioni internazionali, come la Pontificia Accademia Romana di Archeologia, l'Istituto Archeologico Germanico, l'Association Internationale de Papyrologues di Bruxelles, la Bayerische Akademie di Monaco.

### Ultimi anni
Quando il 2 settembre 1935 Vitelli morì, Medea Norsa divenne direttrice dell'Istituto Papirologico. La situazione, tuttavia, divenne per lei sempre più difficile: mancandole l'autorevolissimo sostegno del maestro, subì invidie e attacchi. Medea Norsa era donna, ed era percepita come forestiera; perdipiù non si era mai sposata; ma soprattutto, nella sua assidua dedizione a Vitelli, non aveva curato la propria carriera accademica e non era mai entrata a pieno titolo nell'organico dell'Università italiana da ordinaria. Così, quanti le professavano rispetto e ammirazione, dopo la morte di Vitelli cominciarono a non tollerare di trovarsi in posizione di inferiorità all'interno dell'Istituto.
Pian piano Medea Norsa fu emarginata, anche se le sue competenze di grecista continuarono ad essere sfruttate da tutti. Durante il periodo dell'occupazione tedesca la sua ascendenza ebraica (per quanto soltanto da parte di padre, quindi non determinante) poteva comportare qualche rischio. Il 23 marzo 1944, mentre lei si trovava in università, la sua casa fu distrutta sotto un bombardamento: la cognata Eugenia, con la quale viveva, morì; la sua biblioteca privata andò perduta. Dopo la fine della guerra la sua vita fu ancora più difficile: nel febbraio 1947 fu colpita da una malattia che la costrinse a letto per quasi un anno; il 25 gennaio 1949 il rettore fiorentino Bruno Borghi la mise forzatamente in congedo e perfino il nuovo volume (XIII) dei Papiri della Società Italiana a cui stava lavorando le venne sottratto da Nicola Terzaghi. Peraltro, la malattia le aveva alterato il linguaggio rendendole difficoltoso esprimersi chiaramente, benché le sue capacità intellettive fossero rimaste intatte. Medea Norsa finì i suoi giorni dimenticata quasi da tutti, ospite di un convento di suore in via Bolognese, a Firenze.
Fu sepolta al cimitero di Trespiano (quadrato 10).

## Opere
- Papiri greci e latini (Pubblicazioni della Società Italiana per la Ricerca dei Papiri Greci e Latini in Egitto), I-XIII
- Papiri greci delle collezioni italiane, Roma 1929-1946
- Il Papiro Vaticano Greco 11: 1. Phaborinou peri phyges. 2. Registri fondiari della Marmarica, in collaborazione con G. Vitelli, Città del Vaticano, 1931.
- Papiri greci delle collezioni italiane: scritture documentarie, II, Firenze, 1933.
- Frammenti di scolii agli Aitia di Callimaco, in collaborazione con G. Vitelli, « Bulletin de la Société Royale d'Archéologie d'Alexandrie» 28, 1933, pp. 123–132.
- Diegeseis di poemi di Callimaco in un papiro di Tebtynis, in collaborazione con G. Vitelli, Firenze, 1934.
- Un frammento di fisica aristotelica in un papiro fiorentino, «Annali della Scuola Normale Superiore di Pisa» 7, 1938, pp. 1–12.
- La scrittura letteraria greca dal sec. IV a.C. all'VIII d.C., Firenze, 1939.
- Due frammenti fiorentini del papiro di Bacchilide P.Brit.Mus. 733. Una circolare ai pagarchoi della Tebaide del secolo VIIIp, «Annali della Scuola Normale Superiore di Pisa» 10, 1941, pp. 155–170.
- Un frammento del Romanzo di Nino, in Scritti dedicati alla memoria di Ippolito Rosellini nel primo centenario della morte (4 giugno 1943), Firenze, 1945, pp. 191–197.
- Papiri greci delle collezioni italiane. Scritture documentarie dal III sec. a.C. al sec. VIII d.C., Roma, 1946.
- Papiro Vaticano greco n. 2037A, «Aegyptus» 32, 1952, pp. 232–240.